# Barwy złożone
Barwy złożone – barwy składające się z mieszaniny barw prostych w dowolnych proporcjach, czyli z mieszaniny fal elektromagnetycznych o różnych długościach z zakresu promieniowania widzialnego. Jest to, w odróżnieniu od barw prostych, pozostała, przeważająca liczba istniejących kolorów. Wiele różnych kombinacji barw prostych może dać wrażenie tej samej barwy w naturze, czyli wiele różnych barw złożonych ma ten sam wygląd. Różnice mogą pojawić się dopiero po zmianie oświetlenia.